# Episodi di Yu-Gi-Oh! Go Rush!!
Questa è la lista degli episodi dell'anime Yu-Gi-Oh! Go Rush!!, ottava serie del franchise Yu-Gi-Oh!.
Il 17 dicembre 2021 TV Tokyo ha annunciato che Yu-Gi-Oh! Go Rush!! sarebbe stato trasmesso dal 3 aprile 2022 su TV Tokyo e BS TV Tokyo, concludendosi il 30 marzo 2025, e che i membri principali dello staff di Yu-Gi-Oh! Sevens sarebbero tornati a ricoprire i rispettivi ruoli. Nobuhiro Kondo dirige la serie presso lo studio Bridge, Toshimitsu Takeuchi si occupa della sceneggiatura mentre Kazuko Tadano e Hiromi Matsushita curano il character design. Dall'episodio 1 al 51, le sigle sono rispettivamente Shinkirō (蜃気楼? lett. "Miraggio") dei Frederic (apertura) e One Way (lett. "Senso unico") di Yūsuke Saeki (chiusura). Dall'episodio 52 al 102, le sigle utilizzate sono Soul Galaxy (lett. "Galassia dell'anima") dei BRADIO (apertura) e Cosmos (lett. "Cosmo") di Taichi Mukai (chiusura). A partire dall'episodio 103, le sigle sono Duel shiyou ze! (デュエルしようぜ！?, Dyueru shiyou ze!, lett. "Duelliamo!") di Masayoshi Oishi (apertura) e STAR RUSH (STARスター RUSHラッシュ?, Sutā Rasshu) di Ayaka Nanase (chiusura). Infine, dall'episodio 128 in poi, la sigla di chiusura viene sostituita da It Won't Be Goodbye (lett. "Non sarà un addio") sempre di Ayaka Nanase.

## Lista episodi

### Stagione 1
| Nº | Titolo italiano (traduzione letterale) Giapponese 「Kanji」 - Rōmaji                                                       | In onda           | In onda |
| Nº | Titolo italiano (traduzione letterale) Giapponese 「Kanji」 - Rōmaji                                                       | Giapponese        |         |
| 1  | Qui è la Consulenza per Problemi Alieni! 「こちら宇宙人トラブル相談所！」 - Kochira Uchūjin Toraburu Sōdanjo!              | 3 aprile 2022     |         |
| 2  | L'Organizzazione per il Monitoraggio degli Extraterrestri Problematici 「迷惑異星人監視機構」 - Meiwaku Iseijin Kanshikikō | 10 aprile 2022    |         |
| 3  | Terrore? L'alieno succhiasangue 「恐怖？吸血宇宙人」 - Kyōfu? Kyūketsu uchūjin                                             | 17 aprile 2022    |         |
| 4  | La trappola del Chupacabra 「チュパカブラの罠」 - Chupakabura no wana                                                      | 24 aprile 2022    |         |
| 5  | Sono l'assentato Teru Kawai 「カワイテルンダヨ」 - Kawai Teru-nda yo                                                       | 1º maggio 2022    |         |
| 6  | Crederci o no è questione tua 「信じるか信じないかはお前の問題」 - Shinjiru ka shinjinai ka wa omae no mondai              | 8 maggio 2022     |         |
| 7  | Puoi elencare tutti i Tipi di mostri? 「モンスター種族言えるかな？」 - Monsutā Shuzoku ieru ka na?                         | 15 maggio 2022    |         |
| 8  | Buona Manya-ttina dal regno della TV 「テレビの国からマニャニャちわ」 - Terebi no kuni kara Manyanya chiwa                 | 22 maggio 2022    |         |
| 9  | Bochi del cimitero 「墓場のボチ」 - Hakaba no Bochi                                                                        | 29 maggio 2022    |         |
| 10 | Ragazza Pecora Magica Meeeg-chan 「魔法羊女メェ～グちゃん」 - Mahō Yōjo Meegu-chan                                         | 5 giugno 2022     |         |
| 11 | Dov'è Zuwijo? 「ズウィージョウを捜せ！」 - Zuwījou o sagase!                                                               | 12 giugno 2022    |         |
| 12 | Terradama 「アースダマー」 - Āsudamā                                                                                       | 19 giugno 2022    |         |
| 13 | Il requiem della finzione 「虚構のレクイエム」 - Kyokō no Rekuiemu                                                         | 26 giugno 2022    |         |
| 14 | Il cliente London 「依頼人ロンドン」 - Irainin Rondon                                                                      | 3 luglio 2022     |         |
| 15 | Il diavolo veste Jersey 「ジャージを着た悪魔」 - Jāji o kita akuma                                                         | 10 luglio 2022    |         |
| 16 | Il fantasma dei Duelli 「デュエルの亡霊」 - Dyueru no bōrei                                                                | 17 luglio 2022    |         |
| 17 | Informazioni, di-cielo? 「情報デスカイ？」 - Jōhō de sukai?                                                                | 24 luglio 2022    |         |
| 18 | La grande profezia di Nomuraedamas 「ノムラトダマスの大予言」 - Nomuratodamasu no daiyogen                                 | 31 luglio 2022    |         |
| 19 | Il potere del carino? 「カワイイの力？」 - Kawaii no chikara?                                                              | 7 agosto 2022     |         |
| 20 | Yuna Goha 「ゴーハ・ユウナ」 - Gōha Yuuna                                                                                  | 14 agosto 2022    |         |
| 21 | Intrusi che violano le re-re-re-re-regole 「侵入者ルール破ってルルルルル」 - Shinnyūsha rūru yabutterururururu             | 21 agosto 2022    |         |
| 22 | La regina del castello di Badloon 「パーロン城の女王」 - Pāronjō no joō                                                    | 28 agosto 2022    |         |
| 23 | Hanako dei naruto 「ナルトの華子」 - Naruto no Hanako                                                                      | 4 settembre 2022  |         |
| 24 | Risorgi! Yudias 「よみがえれ！ユウディアス」 - Yomigaere! Yuudiasu                                                         | 11 settembre 2022 |         |
| 25 | UTS nel mirino 「狙われたＵＴＳ」 - Nerawareta Yū Tī Esu                                                                   | 18 settembre 2022 |         |
| 26 | Vola! Duello Rush 「翔べ！ラッシュデュエル」 - Tobe! Rasshu Dyueru                                                         | 25 settembre 2022 |         |
| 27 | È dura fare un anime 「アニメはつらいよ」 - Anime wa tsurai yo                                                             | 2 ottobre 2022    |         |
| 28 | Combatti! UTS otto 「闘え！ＵＴＳエイト」 - Tatakae! Yū Tī Esu Eito                                                        | 9 ottobre 2022    |         |
| 29 | Roccia-Dabba-Doo! 「イシダバドゥー！」 - Ishidabadū!                                                                       | 16 ottobre 2022   |         |
| 30 | La regina dei festival 「フェスティバルクイーン」 - Fesutibaru Kuīn                                                        | 23 ottobre 2022   |         |
| 31 | Duello Rush da remoto 「リモートラッシュデュエル」 - Rimōto Rasshu Dyueru                                                  | 30 ottobre 2022   |         |
| 32 | Invasione! Il gran re del terrore 「襲来！恐怖の大王」 - Shūrai! Kyōfu no daiō                                             | 6 novembre 2022   |         |
| 33 | Mondo di Plastica 「プラチック・ワールド」 - Purachikku Wārudo                                                             | 13 novembre 2022  |         |
| 34 | The☆Miaodestella 「ザ☆ニャンデスター」 - Za☆Nyandesutā                                                                     | 20 novembre 2022  |         |
| 35 | London, bugie e audiocassette 「ロンドンと嘘とカセットテープ」 - Rondon to uso to Kasettotēpu                              | 27 novembre 2022  |         |
| 36 | Sentimenti che voglio trasmettere, yei! 「届けたい想いイェイ！」 - Todoketai omoi yei!                                     | 4 dicembre 2022   |         |
| 37 | Zuwijo l'oscuro 「暗黒のズウィージョウ」 - Ankoku no Zuwījou                                                               | 11 dicembre 2022  |         |
| 38 | The☆Lugh, The☆Lugh 「ザ☆ルーグ・ザ☆ルーグ」 - Za☆Rūgu Za☆Rūgu                                                              | 18 dicembre 2022  |         |
| 39 | Quel tizio dal futuro 「未来からきたアイツ」 - Mirai kara kita aitsu                                                       | 25 dicembre 2022  |         |
| 40 | Il dojo per l'allenamento ai canti 「口上向上道場」 - Kōjō Kōjō Dōjō                                                       | 8 gennaio 2023    |         |
| 41 | Il miracolo del pianeta A-miao-cizia 「ニャカヨシ星の奇跡」 - Nyakayoshi-sei no kiseki                                     | 15 gennaio 2023   |         |
| 42 | Shewbahha il corriere 「運び屋シューバッハ」 - Hakobiya Shūbahha                                                           | 22 gennaio 2023   |         |
| 43 | Ti va bene che ti sussurri? 「ささやいてもいいのかい」 - Sasayaitemo ī no kai?                                             | 29 gennaio 2023   |         |
| 44 | Sfonda l'accerchiamento! 「包囲網を突破せよ！」 - Hōimō o toppa seyo!                                                      | 5 febbraio 2023   |         |
| 45 | La scelta del destino 「運命の選択」 - Unmei no sentaku                                                                    | 12 febbraio 2023  |         |
| 46 | L'invasore viene dalla Terra 「地球からの侵略者」 - Chikyū kara no shinryakusha                                            | 19 febbraio 2023  |         |
| 47 | Io sono Damamu! 「ボクちんダマムー！」 - Boku-chin Damamū!                                                                 | 26 febbraio 2023  |         |
| 48 | Il pianeta Velgear in pericolo imminente 「ベルギャー星危機一髪」 - Berugyā-sei kiki ippatsu                               | 5 marzo 2023      |         |
| 49 | Yudias contro Zuwijo 「ユウディアス対ズウィージョウ」 - Yuudiasu tai Zuwījou                                               | 12 marzo 2023     |         |
| 50 | Duello Rush su navi da battaglia! 「戦艦ラッシュデュエル！」 - Senkan Rasshu Dyueru!                                       | 19 marzo 2023     |         |
| 51 | Cartomata 「カルトゥマータ」 - Karutumāta                                                                                  | 26 marzo 2023     |         |

### Stagione 2
| Nº  | Titolo italiano (traduzione letterale) Giapponese 「Kanji」 - Rōmaji                              | In onda           | In onda |
| Nº  | Titolo italiano (traduzione letterale) Giapponese 「Kanji」 - Rōmaji                              | Giapponese        |         |
| 52  | Yudias è tornato! 「帰ってきたユウディアス！」 - Kaettekita Yuudiasu!                             | 2 aprile 2023     |         |
| 53  | Le cronache di Yuhi il vagabondo 「遊飛やさぐれ列伝」 - Yūhi yasagure retsuden                    | 9 aprile 2023     |         |
| 54  | La determinazione di Yuna 「ユウナの決意」 - Yūna no ketsui                                       | 16 aprile 2023    |         |
| 55  | La scuola per alieni n°8 「第８宇宙人学校」 - Daihachi uchūjin gakkō                              | 23 aprile 2023    |         |
| 56  | La strada di Yuhi 「遊飛のロード」 - Yūhi no Rōdo                                                 | 30 aprile 2023    |         |
| 57  | Operazione Ripresa della Superficie 「地上奪還作戦」 - Chijō dakkan sakusen                       | 7 maggio 2023     |         |
| 58  | Il comandante nudo 「裸の総帥」 - Hadaka no sōsui                                                 | 14 maggio 2023    |         |
| 59  | Il segreto di Phaser 「フェイザーの秘密」 - Feizā no himitsu                                      | 21 maggio 2023    |         |
| 60  | La strada di Yuamu 「遊歩のロード」 - Yuamu no Rōdo                                               | 28 maggio 2023    |         |
| 61  | Il Duello dei gatti 「キャッツデュエル」 - Kyattsu Dyueru                                         | 4 giugno 2023     |         |
| 62  | Riunione 「再会」 - Saikai                                                                        | 11 giugno 2023    |         |
| 63  | La casa dove vivono i draghi 「竜の棲む家」 - Ryū no sumu ie                                      | 18 giugno 2023    |         |
| 64  | Coloro nati tra le stelle 「星に生まれた者たち」 - Hoshi ni umareta mono-tachi                    | 25 giugno 2023    |         |
| 65  | Cosa c'è dentro la scatola? Puppuk-pu 「ハコの中身はプップクプー」 - Hako no nakami wa Puppukupū  | 2 luglio 2023     |         |
| 66  | Apertura! La Coppa Galattica 「開幕！ギャラクシーカップ」 - Kaimaku! Gyarakushī Kappu             | 9 luglio 2023     |         |
| 67  | La connessione dei Sogetsu 「蒼月のツナガリ」 - Sōgetsu no tsunagari                              | 16 luglio 2023    |         |
| 68  | Il primo Duello Rush 「はじめてのラッシュデュエル」 - Hajimete no Rasshu Dyueru                   | 23 luglio 2023    |         |
| 69  | Tremolo vs. Dinois 「トレモロｖｓディノワ」 - Toremoro bāsasu Dinowa                              | 30 luglio 2023    |         |
| 70  | L'assalto dell'armadio a cerniera! 「強襲！ファンシーケース」 - Kyōshū! Fanshī Kēsu               | 6 agosto 2023     |         |
| 71  | Un sogno sui mobili 「家具にかけた夢」 - Kagu ni kaketa yume                                      | 13 agosto 2023    |         |
| 72  | La vendetta è mia 「復讐するはワレにあり」 - Fukushū suru wa ware ni ari                          | 20 agosto 2023    |         |
| 73  | Infiltrazione 「侵食」 - Shinshoku                                                                | 27 agosto 2023    |         |
| 74  | La mia strada 「アタクシのロード」 - Atakushi no rōdo                                             | 3 settembre 2023  |         |
| 75  | Il piano Cartios 「カルティオス計画」 - Karutiosu keikaku                                         | 10 settembre 2023 |         |
| 76  | Proto-Velgear 「プロトベルギャー」 - Purotoberugyā                                                | 17 settembre 2023 |         |
| 77  | Il creatore 「創造主」 - Sōzōshu                                                                  | 24 settembre 2023 |         |
| 78  | Esperienza idiota 88 「アホ体験８８」 - Aho taiken hachijūhachi                                   | 1º ottobre 2023   |         |
| 79  | Lo spazio-tempo Kuaidul 「クァイドゥール時空」 - Kwaidūru jikū                                    | 8 ottobre 2023    |         |
| 80  | Il mobilificio spaziale di lusso Provvidenza 「高級宇宙家具屋セツリ」 - Kōkyū uchū kaguya Setsuri | 15 ottobre 2023   |         |
| 81  | Turbolenza! La Torre Mutsuba 「風雲！ムツバタワー」 - Fūun! Mutsuba Tawā                          | 22 ottobre 2023   |         |
| 82  | La panetteria delle coccinelle 「テントウムシのパン屋」 - Tentoumushi no pan'ya                   | 29 ottobre 2023   |         |
| 83  | Ciao bambini 「こんにちは赤ちゃん」 - Konnichiwa aka-chan                                         | 5 novembre 2023   |         |
| 84  | I senza-lavoro 「働かざる者」 - Hatarakazaru mono                                                 | 12 novembre 2023  |         |
| 85  | La classe spaziotemporale 「時空教室」 - Jikū kyōshitsu                                           | 19 novembre 2023  |         |
| 86  | La rivolta del kotatsu 「炬燵の乱」 - Kotatsu no ran                                              | 26 novembre 2023  |         |
| 87  | Cosa farai, Yudias? 「どうするユウディアス」 - Dō-suru Yuudiasu                                   | 3 dicembre 2023   |         |
| 88  | Il gigante di luce 「光の巨人」 - Hikari no kyojin                                                | 10 dicembre 2023  |         |
| 89  | Le due galassie 「ふたつの銀河」 - Futatsu no ginga                                               | 17 dicembre 2023  |         |
| 90  | Un'unica galassia 「ひとつの銀河」 - Hitsotsu no ginga                                            | 24 dicembre 2023  |         |
| 91  | Morte alle spie 「スパイニハシヲ」 - Supai ni wa shi wo                                           | 7 gennaio 2024    |         |
| 92  | La nascita di una stella animale 「動物スタァ誕生」 - Dōbutsu sutā tanjō                          | 14 gennaio 2024   |         |
| 93  | Zaion meccanico 「歯車じかけのザイオン」 - Hagurumajikake no Zaion                                | 21 gennaio 2024   |         |
| 94  | Il gene della principessa 「プリンセスの遺伝子」 - Purinsesu no idenshi                           | 28 gennaio 2024   |         |
| 95  | Addio, Tazaki 「サラバ田崎」 - Saraba Tazaki                                                      | 4 febbraio 2024   |         |
| 96  | La scodella del silenzio 「沈黙の丼」 - Chinmoku no donburi                                       | 11 febbraio 2024  |         |
| 97  | Il robò rubato 「奪われたロボ」 - Ubawareta robo                                                  | 18 febbraio 2024  |         |
| 98  | Estinzione 「消滅」 - Shōmetsu                                                                    | 25 febbraio 2024  |         |
| 99  | L'ultimo samurai cicala 「ラストセミザムライ」 - Rasuto semizamurai                               | 3 marzo 2024      |         |
| 100 | Colui che blocca la strada 「立ちはだかる者」 - Tachihadakaru mono                                | 10 marzo 2024     |         |
| 101 | Morto Resuscitato 「死者蘇生」 - Shisha Sosei                                                     | 17 marzo 2024     |         |
| 102 | Un universo senza vincitori 「勝者なき宇宙」 - Shōsha-naki sora                                   | 24 marzo 2024     |         |

### Stagione 3
| Nº  | Titolo italiano (traduzione letterale) Giapponese 「Kanji」 - Rōmaji                               | In onda           | In onda |
| Nº  | Titolo italiano (traduzione letterale) Giapponese 「Kanji」 - Rōmaji                               | Giapponese        |         |
| 103 | La partenza di un viaggio spettacolare 「華麗なる旅立ち」 - Kareinaru tabidachi                    | 7 aprile 2024     |         |
| 104 | Sa, Darkman 「サ，ダークメン」 - Sa, Dākumen                                                       | 14 aprile 2024    |         |
| 105 | Capitan Epoch 「キャプテンエポック」 - Kyaputen Epokku                                             | 21 aprile 2024    |         |
| 106 | La mia mamma è Miaodestella 「ママはニャンデスター」 - Mama wa Nyandesutā                          | 28 aprile 2024    |         |
| 107 | Un sissignore dall'oscurità 「暗闇からの押忍」 - Kurayami kara no osu                              | 5 maggio 2024     |         |
| 108 | L'area di ritiro 「撤退領域」 - Tettai ryōiki                                                      | 12 maggio 2024    |         |
| 109 | Il Mastro Oscuro 「ダークマイスター」 - Dāku Maisutā                                               | 19 maggio 2024    |         |
| 110 | Il mio turno 「ワレのターン」 - Ware no tān                                                        | 26 maggio 2024    |         |
| 111 | Zuwijo il Darkman 「ダークメン・ズウィージョウ」 - Dākumen Zuwījou                                 | 2 giugno 2024     |         |
| 112 | Il diritto di Damamu 「ダマムーの権利」 - Damamū no kenri                                          | 9 giugno 2024     |         |
| 113 | Lo spazio di materia oscura 「ダークマター空間」 - Dāku Matā kūkan                                 | 16 giugno 2024    |         |
| 114 | Il castello dell'oscurità 「闇の城」 - Yami no shiro                                               | 23 giugno 2024    |         |
| 115 | Coloro che camminano nell'oscurità 「闇を歩く者」 - Yami o aruku mono                              | 30 giugno 2024    |         |
| 116 | È quello che mi irrita! 「そういう所がムカつくんだよ！」 - Sōiu tokoro ga mukatsukunda yo!         | 14 luglio 2024    |         |
| 117 | Amici☆mochi 「モチ☆トモ」 - Mochi☆tomo                                                             | 21 luglio 2024    |         |
| 118 | Verso la Terra... 「地球へ…」 - Chikyū he...                                                       | 28 luglio 2024    |         |
| 119 | Le particelle MO 「ＤＭ粒子」 - Dī emu ryūshi                                                      | 4 agosto 2024     |         |
| 120 | I sentimenti del capitano di squadra 「団長の思い」 - Danchō no omoi                               | 11 agosto 2024    |         |
| 121 | La MIK della mia giovinezza 「わが青春のＭＩＫ」 - Waga seishun no Emu Ai Kē                       | 18 agosto 2024    |         |
| 122 | Manga ingranaggio Kamijo-kun 「はぐるまんが上城くん」 - Hagurumanga Kamijō-kun                     | 25 agosto 2024    |         |
| 123 | La rivoluzione della salsa di soia 「オショーユ革命」 - Oshōyu kakumei                             | 1º settembre 2024 |         |
| 124 | La maschera dell'inganno 「偽りの仮面」 - Itsuwari no kamen                                        | 8 settembre 2024  |         |
| 125 | Vacanze stradali 「ロードの休日」 - Rōdo no kyūjitsu                                               | 15 settembre 2024 |         |
| 126 | I vivi vengono sigillati nella luce 「生者は光に封じられ」 - Seija wa hikari ni fūjirare           | 22 settembre 2024 |         |
| 127 | I morti risorgono dall'oscurità 「死者は闇から蘇る」 - Shisha wa yami kara yomigaeru               | 29 settembre 2024 |         |
| 128 | Apriti il lavoro e avanza 「労働を切り開いて突き進め」 - Rōdō wo kirihiraite tsukisusume           | 6 ottobre 2024    |         |
| 129 | L'assalto dei ninja insetti! 「昆虫忍者来襲！」 - Konchū ninja raishū!                             | 13 ottobre 2024   |         |
| 130 | Cappello bianco e sedia da massaggio 「白い帽子とマッサージチェア」 - Shiroi bōshi to massāji chea | 20 ottobre 2024   |         |
| 131 | Qualcosa 「サムシング」 - Samushingu                                                               | 27 ottobre 2024   |         |
| 132 | Il sis-signore del destino! 「運命のオス！」 - Unmei no osu!                                       | 3 novembre 2024   |         |
| 133 | Il suo nome è Otes 「その名はオーティス」 - Sono na wa Ōtisu                                       | 10 novembre 2024  |         |
| 134 | La storia di una piccola scatoletta 「小さな缶の物語」 - Chīsana kan no monogatari                 | 17 novembre 2024  |         |
| 135 | Un posto simile a questo 「ここに似た場所」 - Koko ni nita basho                                   | 24 novembre 2024  |         |
| 136 | La porta verso di lui 「アイツへの扉」 - Aitsu e no tobira                                         | 1º dicembre 2024  |         |
| 137 | L'Otes nero 「黒いオーティス」 - Kuroi Ōtisu                                                       | 8 dicembre 2024   |         |
| 138 | Potere temporale 「時間パワー」 - Jikan pawā                                                       | 15 dicembre 2024  |         |
| 139 | Una grande crescita 「大いなる成長」 - Ōinaru seichō                                               | 22 dicembre 2024  |         |
| 140 | Un Duello Rush nel periodo Sengoku 「戦国ラッシュデュエル」 - Sengoku Rasshu Dyueru                | 12 gennaio 2025   |         |
| 141 | Hey! Stile Sogetsu 「Ｈｅｙ！蒼月流」 - Hei! Sōgetsu-ryū                                           | 19 gennaio 2025   |         |
| 142 | La principessa delle bestie 「けだものの姫」 - Kedamono no hime                                    | 26 gennaio 2025   |         |
| 143 | Usu e nero 「臼と黒」 - Usu to kuro                                                                | 2 febbraio 2025   |         |
| 144 | L'Incidente di Yudias 「ユウディアスの変」 - Yuudiasu no hen                                       | 9 febbraio 2025   |         |
| 145 | La lettera che saltava nel tempo 「時をかける書状」 - Toki wo kakeru shojō                         | 16 febbraio 2025  |         |
| 146 | Il monaco che non sa aspettare il domani 「明日待ちきれない法師」 - Ashita machikirenai hōshi      | 23 febbraio 2025  |         |
| 147 | Cielo ed orchidee 「天と蘭」 - Ten to ran                                                          | 2 marzo 2025      |         |
| 148 | Il sorriso di luce lunare 「ムーンライト・スマイル」 - Mūnraito sumairu                            | 9 marzo 2025      |         |
| 149 | Coraggio ed ali 「勇気と翼」 - Yūki to tsubasa                                                     | 16 marzo 2025     |         |
| 150 | Un Duello finale paranormale 「超常決戦デュエル」 - Chōjō kessen dyueru                            | 23 marzo 2025     |         |
| 151 | I Duellanti sono qui 「決闘者はここにいる」 - Dyuerisuto wa koko ni iru                            | 30 marzo 2025     |         |

## Pubblicazione

### Giappone
Gli episodi di Yu-Gi-Oh! Go Rush!! sono stati pubblicati per il mercato home video nipponico in box da più Blu-ray Disc e DVD dal 26 ottobre 2022 al 23 luglio 2025.
| Volume | Episodi | Data            |
| ------ | ------- | --------------- |
| 1      | 1-13    | 26 ottobre 2022 |
| 2      | 14-26   | 25 gennaio 2023 |
| 3      | 27-39   | 26 aprile 2023  |
| 4      | 40-51   | 26 luglio 2023  |
| 5      | 52-64   | 25 ottobre 2023 |
| 6      | 65-77   | 24 gennaio 2024 |
| 7      | 78-90   | 24 aprile 2024  |
| 8      | 91-102  | 24 luglio 2024  |
| 9      | 103-115 | 23 ottobre 2024 |
| 10     | 116-127 | 22 gennaio 2025 |
| 11     | 128-139 | 23 aprile 2025  |
| 12     | 140-151 | 23 luglio 2025  |